# Rhicnogryllus lepidus
Rhicnogryllus lepidus är en insektsart som beskrevs av Lucien Chopard 1961. Rhicnogryllus lepidus ingår i släktet Rhicnogryllus och familjen syrsor. Inga underarter finns listade i Catalogue of Life.